# Acaena ovina
Acaena ovina är en rosväxtart som beskrevs av Allan Cunningham. Acaena ovina ingår i släktet taggpimpineller, och familjen rosväxter. Utöver nominatformen finns också underarten A. o. velutina.